# Þjórsárdalur

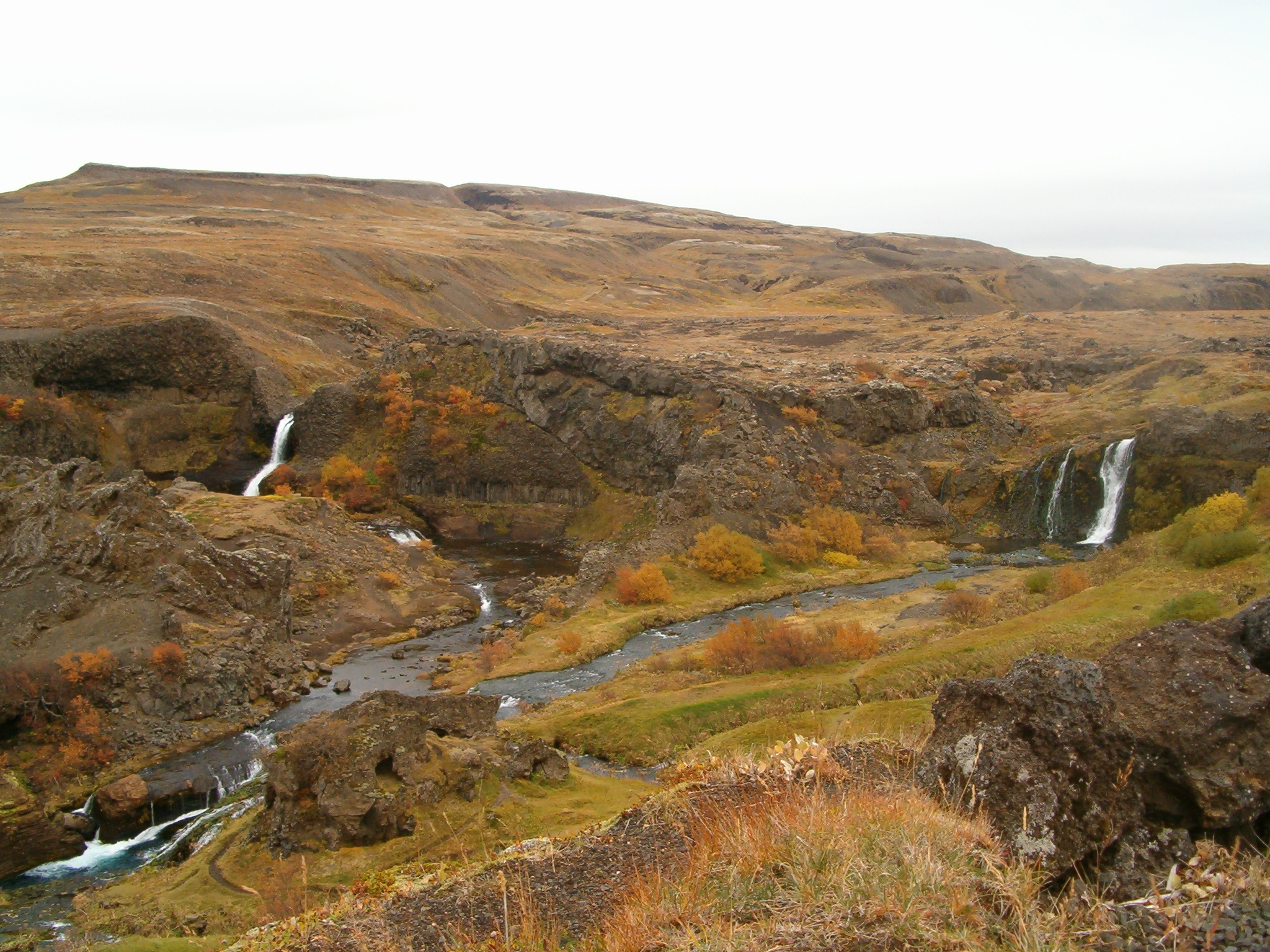
Valle de Þjórsárdalur

Þjórsárdalur es un valle en el condado de Árnessýsla en Islandia que queda entre Búrfell a lo largo del río Þjórsá al este y Skriðufells al oeste. El valle es bastante plano y con piedra pómez después de las repetidas erupciones del cercano volcán Hekla. Entre los hitos de Þjórsárdal se encuentran Þjóðveldisbærinn Stöng, Gjáin, Háifoss, Þjóðveldisbærinn y Vegghamrar.

## Geografía y naturaleza
El valle de Þjórsárdalur está dividido en dos fondos de valle: Rauðukamba, donde fluye la cascada en la parte oriental; y Bergólfsstaðaá (hacia el río Sandá) en el oeste.
En el interior de ambos valles está la montaña Fossalda, y al este del río Fossá está Stangarfell. La siguiente montaña hacia el suroeste es Skeljafell; después de eso, Sámsstaðamúli, y finalmente Búrfell. Los valles se unen en el extremo sur. Al oeste de Fossöldu están las montañas Flóamannafjöll, luego Dímon, Selhöfði, Skriðufell y Ásólfsstaðafjall. Bajo Hagafjall se encuentran los cabos Bringa y Gaukshöfði.
En la esquina del valle junto a Ásólfsstöðum y Skriðufelli hay un gran bosque. Esta zona de Þjórsárdals está exuberante de vegetación, por estar los bosques de Búrfell. Aun así Landgræðsla Ríkisins (el Servicio de conservación del suelo de Islandia) ha continuado llevando a cabo amplia recuperación del suelo del así llamado "piedra pómez", con entre otras cosas lupinos y especies herbáceas. Fossár occidental tiene piedra pómez así como tierra cultivada, principalmente dentro del recindo de pasto de tierra alta llamado Gnúpverjaafréttur, pero hay diferentes especies herbáceas, incluyendo un montón de gramíneas Leymus arenarius. Landsvirkjun (la compañía de electricidad nacional de Islandia) ha cultuvado la zona alrededor de Búrfellsvirkjun y Þjóðveldisbærinn, y uno puede encontrar allí, entre otras cosas, un campo de golf.
En Gjáin y en Kjóaflöt hay mucha vegetación, y es especialmente pintoresca en Gjáin, puesto que el río Rauðá va fluyendo a través del barranco. Hay mucha angelica alrededor del manantial, así como muchas especies de hierbas y musgos.

## Lugares de interés
La ciudad de Þjóðveldisbærinn Stöng fue excavado en 1939 y fue reconstruido de manera que ahora pueden verse fuegos y otros lugares del hogar de la época de las sagas (h. 930-1030). Una pasarela cruza el río Rauðá justo al pie de Stöng. Desde Stöng es popular cruzar a pie hasta Gjáin.
El manantial termal de Þjórsárdals queda al oeste de la cascada, al este cerca de Rauðukömbum. Hay un baño termal y abundante agua fría y caliente que fluye libremente hacia el agua termal. Dentro del valle está Háifoss, pero hay otra alta cascada en Islandia. Skeiða- og Gnúpverjahreppur ha proporcionado una plataforma de observación al oeste de Stangarfelli que está situada en el camino a Hólaskógur. Por debajo de la cascada está Hjálparfoss, que es una cascada dividida en pequeños valles que se unen en Búrfell.
Vegghamrar son acantilados rocosos a medio camino entre Hallslaut y Rauðukamba. Por debajo de ellos queda el antiguo Sprengisandsleið, y los hombres de montaña Gnúpverja cabalgan aquí de camino a las montañas. Es habitual para Gnúpverja enviar grupos de reclutas a hacer guardia solos en el saliente.
- Datos: Q335459
- Multimedia: Þjórsárdalur / Q335459